# 스미토모 정밀공업
스미토모 정밀공업(住友精密工業)은 일본의 재벌인 스미토모 그룹의 항공우주기기 및 정밀기계 전문 기업이다. 1961년 스미토모 금속에서 분사, 현재는 독립 사업체이다.